# Sudore, fiato, cuore - Live 2017
Sudore, fiato, cuore - Live 2017 è il primo album dal vivo del cantautore italiano Francesco Gabbani, pubblicato l'8 dicembre 2017 dalla BMG Rights Management.

## Tracce
Lato A
1. Magellano – 4:40 (testo: Francesco Gabbani, Fabio Ilacqua – musica: Francesco Gabbani, Luca Chiaravalli, Filippo Gabbani)
2. Software – 3:57 (testo: Francesco Gabbani, Fabio Ilacqua – musica: Francesco Gabbani, Patrizio Simonini)
3. Tra le granite e le granate – 4:12 (testo: Francesco Gabbani, Luca Chiaravalli, Fabio Ilacqua – musica: Francesco Gabbani, Luca Chiaravalli, Fabio Ilacqua, Filippo Gabbani)
4. Occidentali's Karma – 4:50 (testo: Francesco Gabbani, Fabio Ilacqua, Luca Chiaravalli – musica: Francesco Gabbani, Luca Chiaravalli, Filippo Gabbani)

Lato B
1. A Moment of Silence – 3:45 (testo: Fabio Ilacqua – musica: Francesco Gabbani, Luca Chiaravalli, Fabio Ilacqua)
2. Clandestino – 3:48 (Francesco Gabbani)
3. Eternamente ora – 3:42 (testo: Fabio Ilacqua – musica: Francesco Gabbani, Patrizio Simonini)
4. Susanna, Susanna – 5:03 (Francesco Gabbani, Fabio Ilacqua, Miki Del Prete, Ferdy Lancee, Sergio Caputo, Caroline Bogman, Mark Foggo)

Lato C
1. Immenso – 3:07 (Francesco Gabbani)
2. Spogliarmi – 4:14 (Francesco Gabbani, Luca Chiaravalli)
3. Amen – 3:31 (testo: Fabio Ilacqua – musica: Francesco Gabbani)
4. Vengo anch'io – 2:23 (testo: Enzo Jannacci, Dario Fo, Fiorenzo Fiorentini – musica: Enzo Jannacci) – originariamente interpretata da Enzo Jannacci

Lato D
1. La mia versione dei ricordi – 4:19 (testo: Fabio Ilacqua – musica: Francesco Gabbani, Luca Chiaravalli, Filippo Gabbani)
2. Il vento si alzerà – 6:58 (testo: Francesco Gabbani – musica: Francesco Gabbani, Patrizio Simonini)
3. Foglie al gelo – 3:36 (testo: Francesco Gabbani, Fabio Ilacqua, Luca Danesi – musica: Francesco Gabbani, Luca Chiaravalli)
4. Pachidermi e pappagalli – 4:47 (testo: Francesco Gabbani, Fabio Ilacqua – musica: Francesco Gabbani, Luca Chiaravalli, Filippo Gabbani)